# Колодники
Коло́дники (бел. Калоднікі) — деревня в Негорельском сельсовете Дзержинского района Минской области. Расположена в 15 километрах от Дзержинска, в 2 километрах от железнодорожной станции Негорелое и в 48 километрах от Минска.

## История
В конце XVIII века деревня Колодники находилась в составе Минского повета Минского воеводства Речи Посполитой. В 1800 году, имелось 8 дворов и насчитывался 31 житель, до польского восстания 1830-х годов — владение Радзивиллов. В 1805 году — застенок фольварка Зубревичи (тогда же деревня называлась Венячи) в Минской уезде и Полоневичской сельской общине. В 1870 году проживало 15 мужчин. В 1897 году — 11 дворов и 54 жителя, также на одноимённом хуторе — 3 двора и 21 житель. 
В 1917 году в деревне Колодники-Венячи 48 дворов, проживал 251 житель. С 9 марта 1918 года в составе провозглашённой Белорусской Народной Республики, однако фактически находилась под контролем германской военной администрации. С 1 января 1919 года в составе Советской Социалистической Республики Белоруссия, а с 27 февраля того же года в составе Литовско-Белорусской ССР, летом 1919 года деревня была занята польскими войсками, после подписания рижского мира — в составе Белорусской ССР. С 20 августа 1924 года — в составе Негорельского сельсовета (в 1932—36-х годах — национального польского) Койдановского (затем Дзержинского) района Минского округа. В 1937—1939 годах — в Минском районе. В 1926 году в тех же Колодниках-Ванячах — 40 дворов, 184 жителя. В 30-е годы организован колхоз «Свобода», действовала кузня, колхоз обслуживался Негорельской машинно-тракторной станцией.
С 28 июня 1941 года по 7 июня 1944 года — под немецкой оккупацией, во время войны в деревне погибли 19 жителей. После войны был восстановлен колхоз, позже деревня вошла в состав колхоза «Красное Знамя». В 1991 году насчитывалось 63 двора, проживало 160 жителей. В 2009 году в составе филиала «Крион-Агро».
30 октября 2009 года деревня передана из ликвидированного Негорельского поселкового совета в Негорельский сельсовет.

## Население
| Численность населения (по годам) | Численность населения (по годам) | Численность населения (по годам) | Численность населения (по годам) | Численность населения (по годам) | Численность населения (по годам) | Численность населения (по годам) |
| 1800                             | 1897                             | 1917                             | 1926                             | 1999                             | 2004                             | 2010                             |
| -------------------------------- | -------------------------------- | -------------------------------- | -------------------------------- | -------------------------------- | -------------------------------- | -------------------------------- |
| 31                               | ↗ 54                             | ↗ 251                            | ↘ 184                            | ↘ 160                            | ↘ 142                            | ↘ 139                            |
| 2017                             | 2018                             | 2020                             | 2022                             |                                  |                                  |                                  |
| ↘ 95                             | ↗ 99                             | ↗ 100                            | ↗ 101                            |                                  |                                  |                                  |

## Достопримечательности
- В центре деревни, около сельского магазина установлен Памятник землякам, в память о 27 сельчанах, которые погибли на фронтах Великой Отечественной войны. В 1967 году на месте памятника был установлен обелиск[7].